# Heizkessel

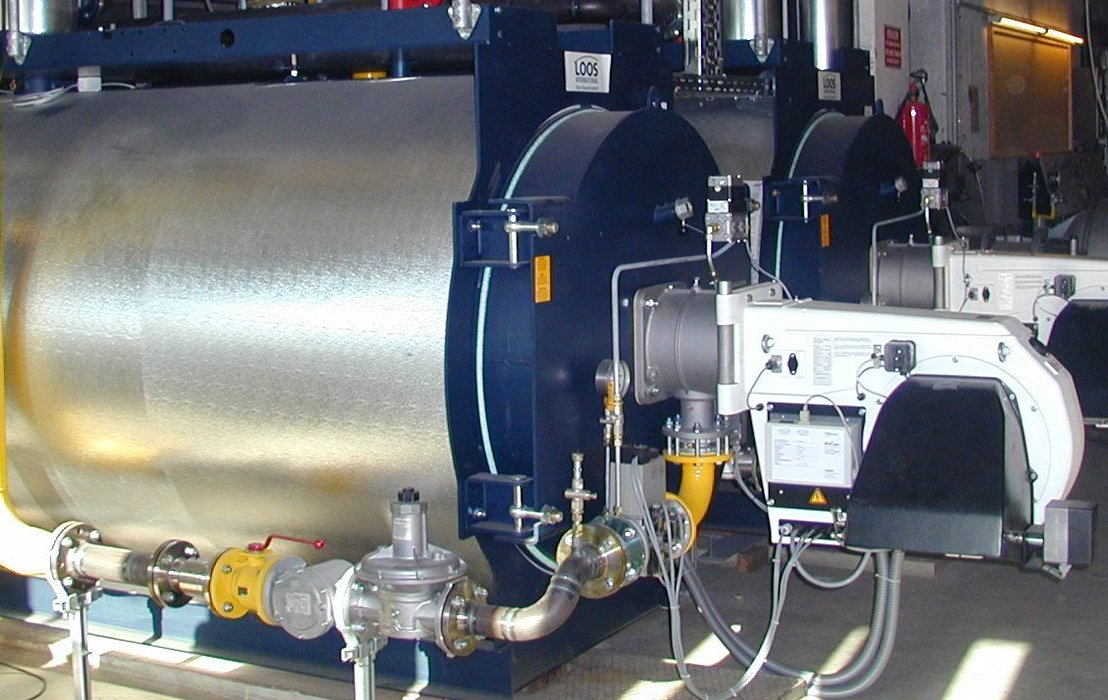
Heizkessel mit Brenner

Ein Heizkessel ist ein Wärmeerzeuger, der chemisch gebundene in thermische Energie umsetzt und meist der Gebäudeheizung dient. Ein Brenner erwärmt die Brennkammer des Kessels, die als Wärmetauscher dient und die thermische Energie der Flamme an ein Fluid überträgt. Heute wird meist ein mit Wasser befüllter Heizkreis zum Transport und zur Verteilung der Wärme genutzt.
Traditionell wurde der Heizkessel meist ebenerdig oder in einem Kellerraum in der Nähe des Brennstofflagers aufgestellt. Zur Einsparung eines über alle Etagen geführten Schornsteins werden Heizkessel bei Neubauten auch im Dachboden installiert.

## Wärmeerzeuger nach Brennstoff
| Gas | Gas- Brennwert | Heizöl | Heizöl- Brennwert | Biogene Brennstoffe | Solar- thermie | Wärme- pumpen | Fern- wärme | Strom | Sonstige |
| --- | -------------- | ------ | ----------------- | ------------------- | -------------- | ------------- | ----------- | ----- | -------- |

| |  |  |  |  |  |  |
| 7,9 Millionen Gaskessel (41 %) 2,7 Millionen Gas-Brennwertkessel (14 %) 6,0 Millionen Ölkessel (31 %) 0,2 Millionen Öl-Brennwertkessel (1 %) 0,7 Millionen Biomassekessel (4 %) 1,3 Millionen Thermische Solaranlagen (7 %) 0,3 Millionen Wärmepumpen (2 %) |  |  |  |  |  |  |

| |  |  |  |  |  |  |
| Gas 49,4 % Wärmepumpen 24,8 % Fernwärme 15,8 % Strom 1 % Heizöl 2 % Holz(pellets) 5,8 % Sonstige 2,4 % |  |  |  |  |  |  |

| Erdgas | Fernwärme | Holz, Pellets | Öl, Flüssiggas | Strom |  |  |
| Erdgas 25,5 % Fernwärme 25 % Holz, Pellets 20,3 % Heizöl, Flüssiggas 19,2 % Elektrischer Strom 6,5 % Wärmepumpen, Solarenergie 2,9 % Kohle, Koks 0,5 % |           |               |                |       |  |  |

| Gas | Öl | Holz | Sonstige |
| Gas 251.887 Gebäude (15,2 %) Heizöl 836.212 Gebäude (50,5 %) Holz 199.246 Gebäude (12 %) Sonstige 22 % Gesamt: 1,656.864 Gebäude, dabei wurden insgesamt 1,290.522 Zentralheizungen für jeweils ein Gebäude (77,9 %) und 145.129 Einzelofenheizungen (8,8 %) betrieben. |    |      |          |

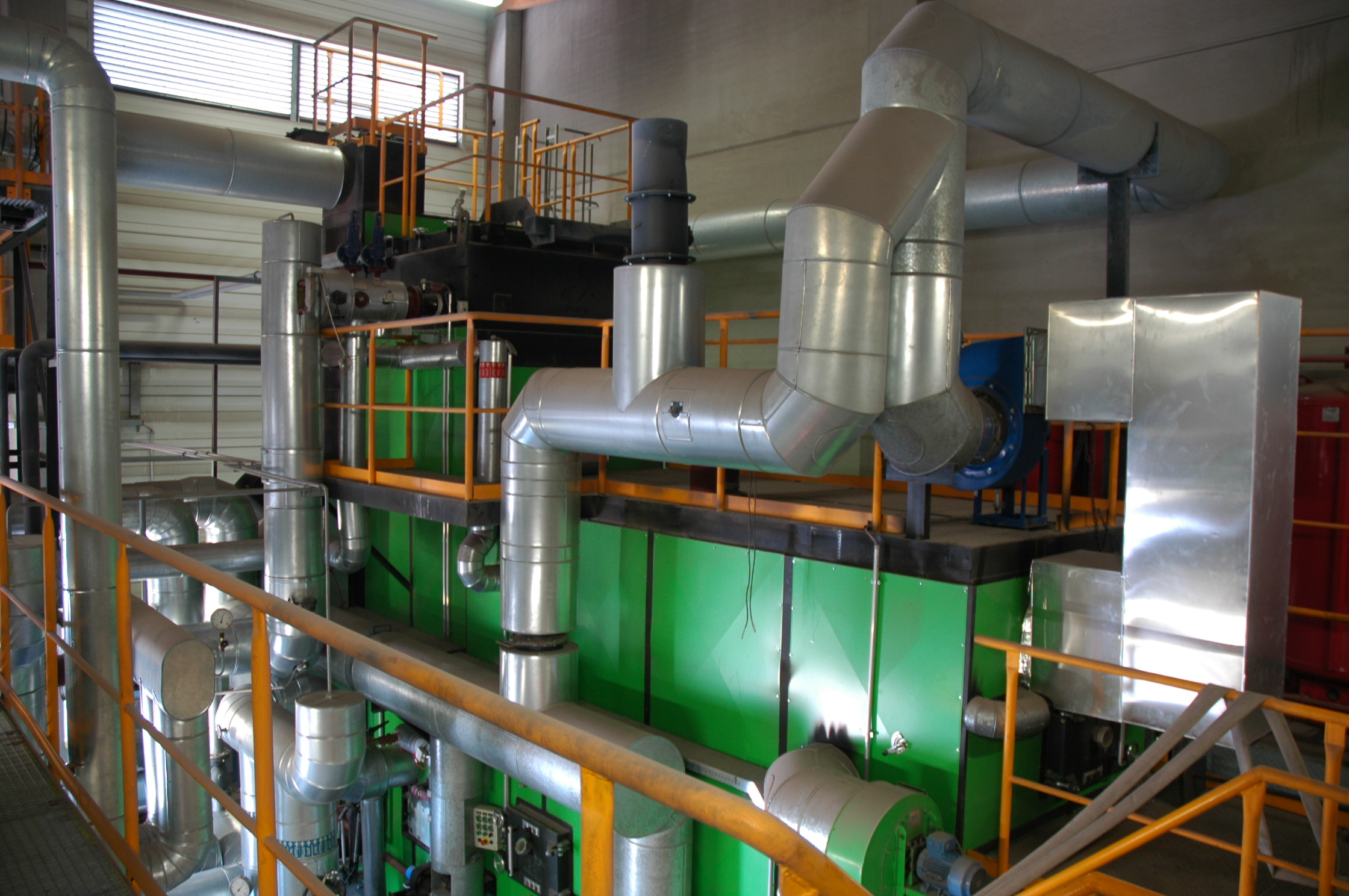
Biomasseheizkessel mit stehenden Wärmetauscher eines Fernheizwerkes aus Österreich

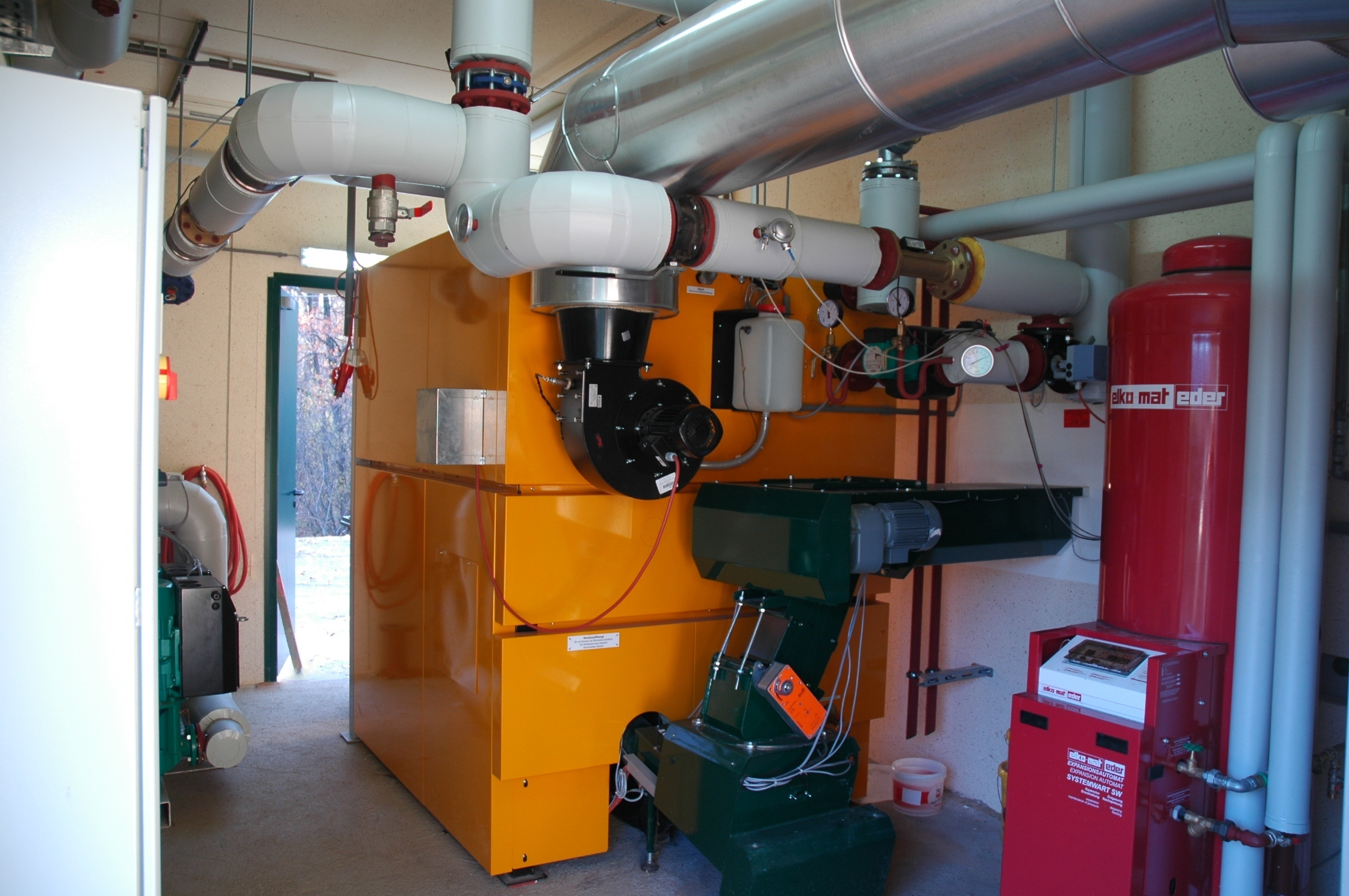
Biomasseheizkessel mit 300 kW geeignet für Hackgut und Pellets

### Gasheizkessel
Gasheizkessel gewinnen Wärmeenergie aus der Verbrennung von Erdgas und transportieren die Wärmeenergie über den Wärmeträger Wasser. Bei veralteten Gasheizkesseln entstehen oftmals hohe Wärmeverluste und Kosten; durch moderne Brennwertkessel können Energiekosten gesenkt und der Schadstoffausstoß vermindert werden.
Im Gegensatz zu Feuerstätten für feste Brennstoffe ist zum Betrieb von gasbetriebenen Feuerstätten kein rußbrandbeständiger Schornstein (Rauchgasleitung) erforderlich. Aufgrund der Versottungsgefahr durch kondensierendes Abgas müssen Niedertemperatur- und besonders Brennwertkessel jedoch an eine feuchtigkeitsunempfindliche Abgasleitung angeschlossen werden, die heute häufig als Luft-Abgas-System ausgeführt wird.

### Ölheizkessel
Ein Ölheizkessel nutzt den fossilen Brennstoff Öl zur Erzeugung von Wärmeenergie durch Verbrennung. Neben dem Heizkessel wird zur Lagerung des Brennstoffes ein Öltank benötigt. Die Angaben zur Abgasanlage für gasbetriebene Kessel treffen weitgehend auch für Ölheizkessel zu.
Ölheizungen verlieren in Deutschland an Bedeutung. Nachteile bestehen im gegenüber Gasheizkesseln erhöhten Aufwand für Wartung und Brennstofflagerung sowie volatile Rohstoffpreise und eine etwas höhere Umweltbelastung.

### Holz-Heizkessel bzw. Holzkesselheizung
Die Holzkesselheizung zählt zu den Biomasse-Heizkesseln, als Brennstoff wird Stück- bzw. Scheitholz verwendet. Aufgrund der hohen Öl- und Gaspreise ist das Heizen mit Biomasse wie Holz wieder zu einer Alternative für viele Hausbesitzer geworden.

### Pellet-Heizkessel
Pellet-Heizkessel zählen zu den Biomasse-Heizkesseln, als Brennstoff werden üblicherweise Pellets aus Holz verwendet. Holzpellets sind kleine Presslinge aus Sägemehl und haben durch ihre Verdichtung und meist geringere Feuchte einen höheren Energiewert als normales Scheitholz.
Der Betrieb eines Pellet-Heizkessels erfordert einen Brennstoff-Lagerraum, aber weniger Platz als dies beim Heizen mit Scheitholz der Fall wäre. Die Befeuerung des Heizkessels mit Holzpellets erfolgt über Fördersysteme oftmals automatisch. Nachteile siehe Pelletheizung#Kritik.

## Heizkesseltypen nach Einsatzzweck
Heizkessel werden z. B. für folgende Einsatzzwecke genutzt:
- Dampferzeugung, Industrie-Dampfmaschine
- Wärmeerzeugung, Heizung und Warmwasser-Bereitung für Gebäude
- Abfallverbrennung

## Erfassung und Vermeidung von unnötig hohen Energieverbräuchen
Zur Optimierung von Heizanlagen wird oft die gesamte Kette der Energiegewinnung, von der Förderung über Veredlung (in einer Raffinerie), Transport, Energieumwandlung und Wärmeverteilung berücksichtigt, viele Details werden einbezogen. Weil aber für Heizung, Warmwassererzeugung und Lüftung auf Herstellerangaben (Wärmeverluste bei Betrieb) zurückgegriffen wird werden in der Praxis vorkommende Stillstandsverluste (die auch bei Neubauten gar nicht bekannt sein können) nicht bestimmt und somit nicht exakt ermittelt. Eine Erfassung derartiger Wärmeverluste wäre nur mit Wärmemengenzählern bei den Vorlaufarmaturen (Heizung und Warmwasser) und Abgleich mit Gasverbrauchszählern oder Ölzählern möglich (siehe dazu auch Nutzungsgrad).

### Takten
In der Fachliteratur und in Veröffentlichungen sind unterschiedliche Beurteilungen der Bereitschaftsverluste zu finden. Je nach Datenquelle und Brennstoff von „deutlich unter 1 %“ bis zu 40 % (bei Heizöl) oder 50 % des gesamten Brennstoffverbrauchs. Die Stillstandsverluste werden meist durch Luftspülung des Brennerraums vor und nach dem Brennerlauf hervorgerufen (um Verpuffungen von Brennstoffresten zu vermeiden). Sie entstehen beim „Takten“ (Ausschalten des Brenners, Ruhezeit mit Abkühlung, Start des Brenners mit zuerst instabiler Flamme und Laufzeit bis zum nächsten Ausschalten). Nicht unüblich sind dabei Werte von 30.000 Takten und mehr im Jahr und natürlich ebenso vielen Brennerraum-Auskühlvorgängen. An 365 Tagen (inklusive der Warmwasserbereitung und -bevorratung) stehen 1.800 Stunden Brennerlaufzeit 6.960 Stunden „Bereitschaft“ (=Auskühlung) gegenüber. Die Wärmeverluste der wärmegedämmten Heizkessel werden dann zum Großteil „zum Kamin hinausgeheizt“.
Das Takten wird meist verursacht, weil das Heizungswasser (der „Rücklauf“) zu schnell und zu heiß wieder zurückfließt und dann der Brenner – unabhängig von sonstigen Raumthermostatabschaltungen – eine Notabschaltung macht (weil sonst die erzeugte Wärme nicht weggekühlt und abgeführt werden könnte). Sobald das Wasser im Heizkessel abgekühlt ist (Schaltzeit = Hysterese), springt der Brenner wieder an, um alsbald wieder abzuschalten. Die damit verbundenen regelmäßigen Brennerraum-Auskühlvorgänge summieren sich zu erheblichen Wärmeverlusten. Eine der häufigsten Ursachen des Taktens ist im Artikel Hydraulischer Abgleich erklärt, welche mit verhältnismäßig geringem finanziellen Aufwand unterbunden werden kann und somit Heizenergie/Heizkosten eingespart werden können.
Bei der regelmäßigen Messung der Abgasverluste gemäß der deutschen Verordnung über kleine und mittlere Feuerungsanlagen werden die Abgase von Heizkesseln im Regelbetrieb gemessen. Verluste bei der Abkühlung werden dadurch nicht erfasst.

### Optimus-Programm
Bei dem von der Deutschen Bundesstiftung Umwelt (DBU) geförderten OPTIMUS-Programm wurden Einsparpotentiale bei Ein- und Mehrfamilienhäusern in der Praxis ermittelt. Die untersuchten Objekte hatten im Mittelwert folgende ungünstige Auslegung:
- Überdimensionierung der Wärmeerzeugerauslegung um etwa 80 % bezogen auf die nötige Gebäudeheizlast (Abhilfe: Heizkessel mit „modulierendem Brenner“, also einem Brenner, dessen Leistung reduziert werden kann).
- Leistungsüberdimensionierung der Pumpen um das Dreifache, bezogen auf die ausreichende elektrische Auslastung (Abhilfe: Drehzahlregelbare Pumpen)
- Überdimensionierung der Heizkörpernormleistung um 70 % bezogen auf die effektive Raumheizlast (Abhilfe: Hydraulischer Abgleich)[13].

Die Gegenmaßnahmen waren (2003) mit Aufwänden von 2 bis 7 Euro pro Quadratmeter Wohnfläche vergleichsweise kostengünstig. Dabei wurden lediglich folgende Maßnahmen durchgeführt:
- Einbau und Regulierung von voreinstellbaren Thermostatventilen zur Durchflussbegrenzung (hydraulischer Abgleich)
- Anpassung bzw. Einstellungen der Heizungsumwälzpumpen
- Einstellung der Heizungsregelungen, um eine größere Schalthysterese zu erreichen, d. h. die Taktung verringert bzw. die Zeitspanne zwischen Ausschalten und Wiedereinschalten des Brenners erhöht sich.

Die Erfolge der beim OPTIMUS-Projekt verbesserten Einzelheizungen ergäben hochgerechnet auf gesamt Deutschland ein Einsparpotential zwischen 20.000 und 28.000 GWh Primärenergie pro Jahr (zum Vergleich: das Kernkraftwerk Brokdorf speiste im Jahr 2010 11.360 GWh elektrischen Strom ins Netz ein).

## Verbrennungsluft
Moderne Brennwertkessel beziehen die zur Verbrennung nötige Luft meist durch ein kombiniertes Luft-Abgas-System. Die häufigste Ausführungsform bei kleinen Kesseln sind konzentrische Doppelrohre. Das Abgas wird durch das innere Rohr abgeleitet, die Verbrennungsluft wird durch das äußere Rohr zugeführt. Dies ermöglicht die Vorwärmung der Verbrennungsluft, während sich die Brennwertnutzung durch Abkühlung und Kondensation der Abgase verbessert.
Die leistungsfähigen Wärmetauscher von Brennwertkesseln bestehen oft aus feinen Lamellen, die im Allgemeinen einmal jährlich gereinigt werden sollten. Wenn die Verbrennungsluft Staub oder andere Partikel enthält, kann eine häufigere Reinigung erforderlich werden.
Schon geringste Anteile von halogenierten Kohlenwasserstoffen in der Verbrennungsluft führen zur flächigen Korrosion metallischer Teile, die mit den Verbrennungsgasen in Kontakt kommen. Bei Edelstahl kann Lochkorrosion auftreten.
Wenn die Verbrennungsluft dem Aufstellraum entnommen wird, so können freie Halogenverbindungen beispielsweise aus folgenden Quellen stammen: CKW-haltige Abbeizmittel oder Klebstoffentferner, FCKW-haltige Sprühdosenlacke und -klebstoffe, chlorhaltige Desinfektionsmittel bzw. Chlorbleiche wie Javellewasser, sowie Dämpfe der Salzsäure.

## Abgasbehandlung
Die Rauchgasreinigung durch Entstaubungsanlagen und Rauchgaswäscher sind bei großen Heizungsanlagen Stand der Technik, sind jedoch auch für kleinere Heizkessel unter 50 kW verfügbar. Gemäß einer Studie über den Stand der Technik bei Partikelabscheidern wäre die Effizienz der Feinstaubabscheidung bei Systemen allein mit Rauchgaskondensation aber gering (im Bereich von 10 bis 20 %). Grobe Flugaschepartikel würden hingegen meist abgeschieden.

## Arbeiten an asbesthaltigen Heizkesseln
Ältere Heizkessel können über asbesthaltige Dichtungen verfügen. Die Wartung und Reinigung von Feuerungsanlagen mit asbesthaltigen Schnurdichtungen und der Ausbau von asbesthaltigen Dichtschnüren gehören (unter bestimmten Bedingungen) zu den Verfahren mit geringer Exposition gegenüber Asbest. Daher sind sie zulässig und können nach DGUV Information 201-012, (bisher: BGI 664), BT 17 durchgeführt werden. Dort sind die nach der Gefahrstoffverordnung erforderlichen Schutzmaßnahmen und organisatorischen Voraussetzungen aufgeführt.